# 夢咲朱花
夢咲 朱花（むざき ゆらか）は、日本の女性声優。主にアダルトゲームに声をあてている。

## 出演作品

### ゲーム

#### 2004年
- ダイス・き! 〜恋は運任せ〜（春風 雪奈）

#### 2005年
- ANGEL TYPE（佐倉 詩希）

#### 2007年
- ね〜PON?×らいPON!（サエッタ）

#### 2008年
- 淫暴の惑星 〜破壊と欲望の衝動〜（牧島 深雪）

#### 2009年
- 幻月のパンドオラ（仲吉 千歩子）
- Stellar☆Theater（北杜 七星）

#### 2010年
- ズブ濡れの義姉 香澄「私の水着にそんな汚いもの、染み込ませないで!」（田倉 実）
- Maximum Magic（ミリアム=アルニラム）

#### 2011年
- 未来ノスタルジア（春日 ハル）

### ドラマCD
- あきそら（美原 みはる）